# Nœud de chirurgien
Le nœud de chirurgien est un nœud d’arrêt à point séparé destiné à la suture de chairs ou la ligature de vaisseaux dans le domaine de la chirurgie. Son nom vient du fait qu'il est utilisé en chirurgie quand il est important de maintenir un point de suture sous tension ou de ligature profonde.
Ce nœud n'est plus utilisé sous cette forme en chirurgie et remplacé par le nœud de suture et nœud de ligature, réalisés avec des demi-nœuds successifs.

## Nouage

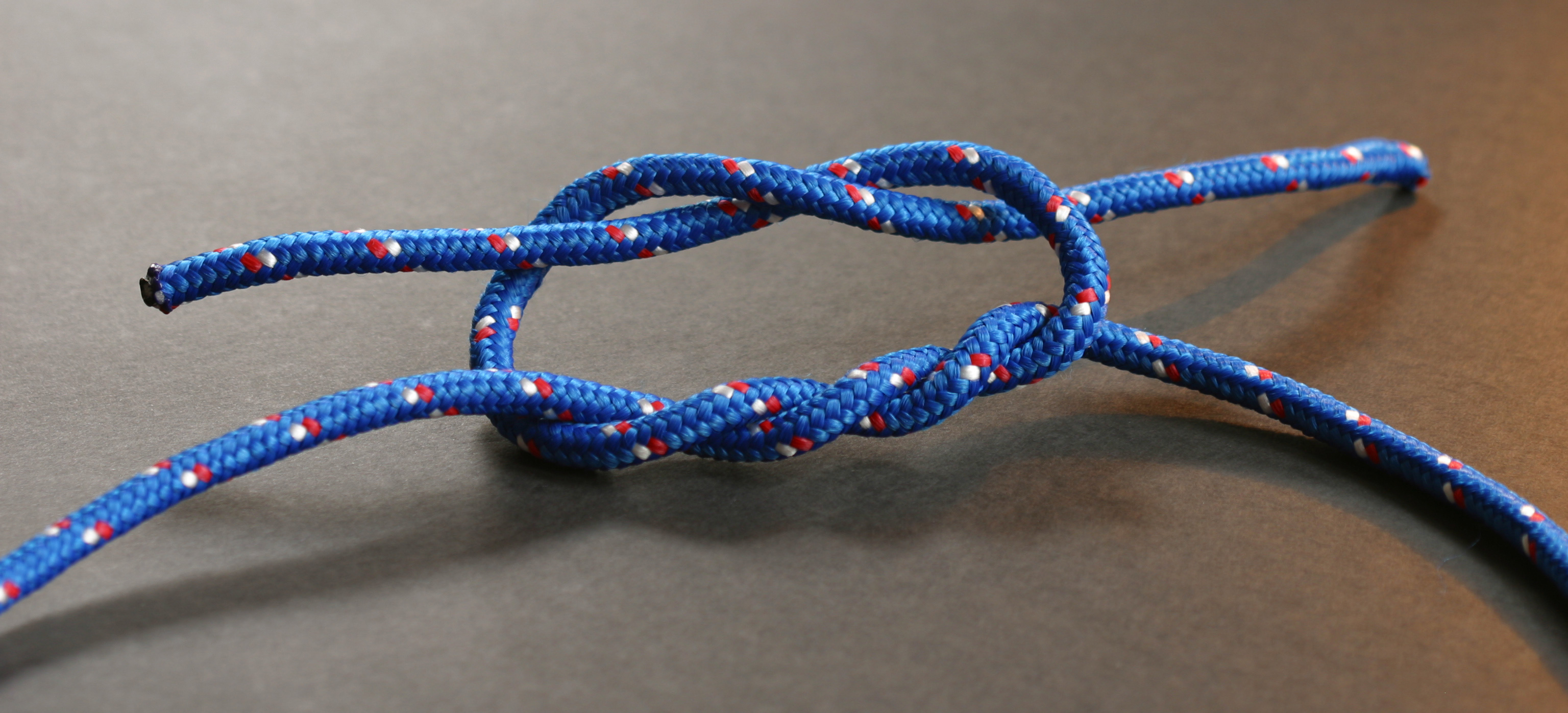
Le nœud de chirurgien non serré

C'est un nœud dérivé du nœud plat. Au départ, on effectue un double demi-nœud avec le brin courant et dormant à tension égale auquel on réalise au-dessus un demi-nœud avec le dormant et le courant à tension égale. De cette façon, on augmente les frottements de la première double boucle et le nœud a donc moins de chance de se desserrer avant la réalisation de la seconde boucle.

## Nœud de pêche
Dans le domaine de la pêche, on retrouve également un nœud sous la même appellation mais au nouage différent. C'est alors un nœud d'ajut pour joindre deux bouts de corde ou de fils. C'est un nœud tricoté sur une boucle et des doubles ou triples demi-nœuds . Il est différent et confondu avec le Grinner Double destiné aussi à la pêche mais aux boucles jointes opposées et non tricotées,. Ce nœud est largement utilisé par les pêcheurs mais est en passe d'être détrôné par le nœud Pyrénéen.